# 北劍淵站
北劍淵站（日语：／ Kita-kenbuchi eki */?）曾是北海道旅客鐵道（JR北海道）宗谷本線的沿線車站，位於日本北海道上川郡劍淵町藤本町，現時已廢置。本站因位於劍淵的北方而得名北劍淵。由於此站在廢站前每天只有一班列車停靠，因此經常被歸類為秘境車站之一。根據1992年（平成4年）的統計，每天使用本車站的人次為2人。

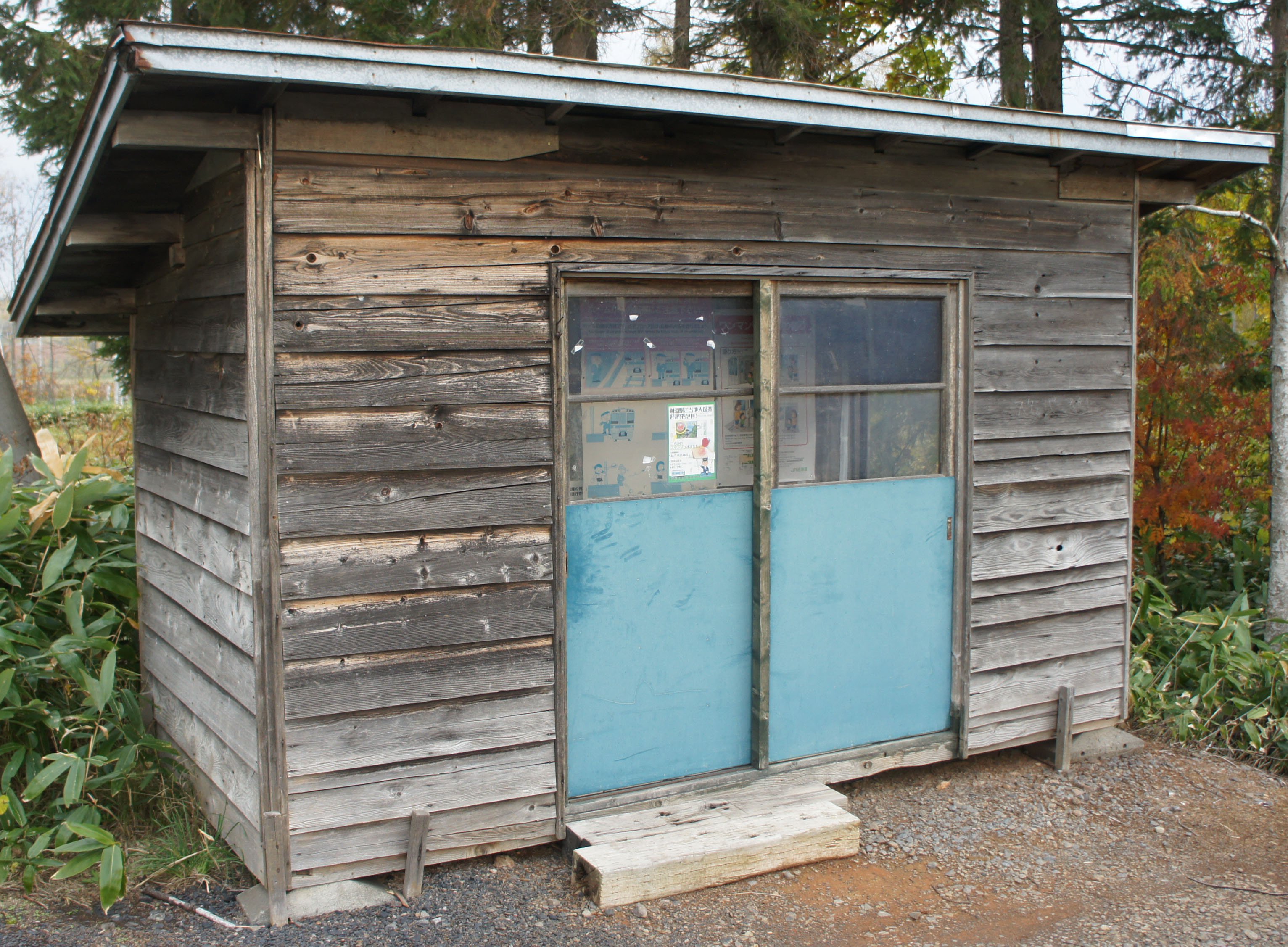
候車室(2017年10月)

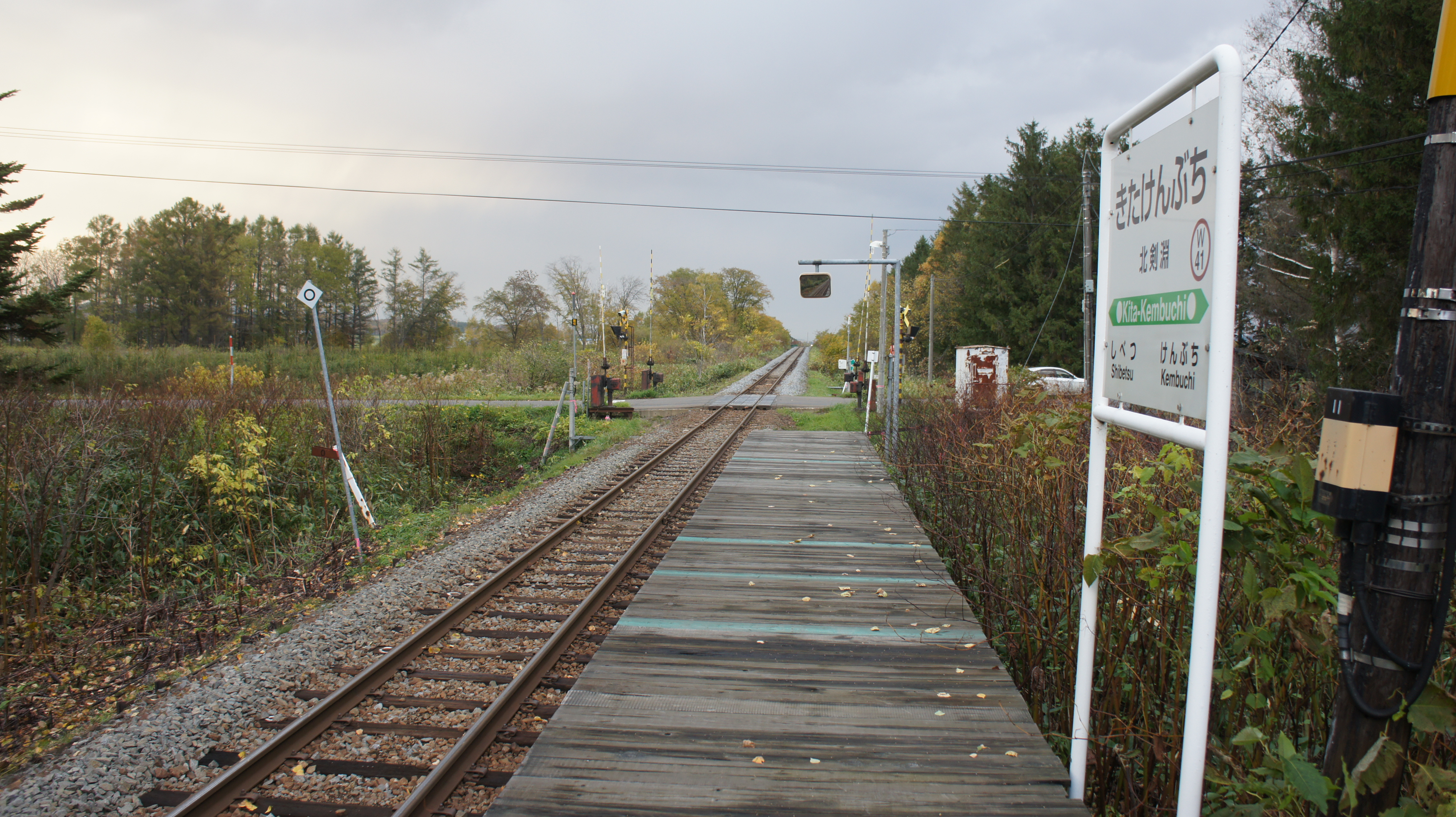
月台(2017年10月)

## 車站構造
本站為側式月台一面一線的地面車站。站內設有一間小型候車室。

## 歷史
- 1959年11月1日：日本國有鐵道之北劍淵假乘降場（臨時停靠站）啟用，並開始乘客處理的服務。。
- 1987年4月1日：國鐵分割民營化，車站劃歸由JR北海道繼承，並在同時升級為北劍淵站。
- 1990年3月10日：設定營業距離。
- 2021年3月13日：隨時間表改正，車站被廢除[1][2]。

## 車站周邊
本站位於廣闊的農田中央，主要種植稻米。周邊亦設有鐵路防風林。
- 國道40號
- 道央自動車道士別劍淵交流道
- 犬牛別川：位於車站北方，為劍淵川的支流。
- 道北巴士（日语：道北バス）「灘波田橋」車站。

## 相鄰車站
北海道旅客鐵道（JR北海道）（廢站前）
■宗谷本線
快速「名寄」
通過
普通（一部分列車通過此站）
劍淵（W40）－北劍淵（W41）－士別（W42）

## 外部連結
- （日語）JR北海道 – 北劍淵站（页面存档备份，存于）
- （日語）全驛參觀之旅（页面存档备份，存于）